# WEC 44
WEC 44: Brown vs. Aldo（ダブリューイーシー・フォーティフォー：ブラウン・ヴァーサス・アルド）は、アメリカ合衆国の総合格闘技団体「WEC」の大会の一つ。2009年11月18日、ネバダ州ラスベガスのザ・パールで開催された。
メインイベントではマイク・ブラウンとジョゼ・アルドによる世界フェザー級タイトルマッチが行われた。

## 大会概要
メインイベントでは挑戦者アルドが王者ブラウンをバックマウントからのパウンドによるTKOで下し、WECでは無敗のまま第4代WEC世界フェザー級王者となった。
プロデビュー以来13連勝中であったディエゴ・ヌネスはL.C.デイビスに0-3の判定負けで初黒星を喫した。
キャリア5戦無敗のカマル・シャロルスがWECデビュー。

## 試合結果

### プレリミナリィカード
第1試合 バンタム級 5分3R
○  セス・ダイクン vs.  フランク・ゴメス ×
3R終了 判定3-0（30-27、30-27、29-28）
第2試合 ライト級 5分3R
○  リカルド・ラマス vs.  ジェームス・クラウス ×
3R終了 判定3-0（30-27、30-27、30-27）
第3試合 バンタム級 5分3R
○  アントニオ・バヌエロス vs.  大沢ケンジ ×
3R終了 判定3-0（29-28、29-28、29-28）
第4試合 フェザー級 5分3R
○  カブ・スワンソン vs.  ジョン・フランチ ×
3R 4:50 ギロチンチョーク
第5試合 フェザー級 5分3R
○  L.C.デイビス vs.  ディエゴ・ヌネス ×
3R終了 判定3-0（30-26、30-26、30-26）

### メインカード
第6試合 ライト級 5分3R
○  カマル・シャロルス vs.  ウィル・ケアー ×
1R 1:26 TKO（レフェリーストップ：スタンドパンチ連打）
第7試合 ライト級 5分3R
○  シェーン・ローラー vs.  ダニー・カスティーリョ ×
3R 3:32 チョークスリーパー
第8試合 ライト級 5分3R
○  カレン・ダラベジャン vs.  ロブ・マックロー ×
3R終了 判定2-1（30-27、27-30、29-28）
第9試合 フェザー級 5分3R
○  マニー・ガンブリャン vs.  レオナルド・ガルシア ×
3R終了 判定3-0（30-27、29-28、29-28）
第10試合 WEC世界フェザー級タイトルマッチ 5分5R
○  ジョゼ・アルド vs.  マイク・ブラウン ×
2R 1:20 TKO（レフェリーストップ：パウンド）
※アルドが王座獲得に成功。

### 各賞
ファイト・オブ・ザ・ナイト： カブ・スワンソン vs. ジョン・フランチ
ノックアウト・オブ・ザ・ナイト： ジョゼ・アルド
サブミッション・オブ・ザ・ナイト： シェーン・ローラー
各選手にはボーナスとして10,000ドルが支給された。